# جيم روبرتسون
جيم روبرتسون (بالإنجليزية: Jim Robertson)‏ هو سياسي أسترالي، ولد في 16 فبراير 1945. انتخب عضو الجمعية التشريعية للإقليم الشمالي ‏.